# Clavus johnsoni
Clavus johnsoni är en snäckart som först beskrevs av Bartsch 1934.  Clavus johnsoni ingår i släktet Clavus och familjen Drilliidae. Inga underarter finns listade i Catalogue of Life.